# Max Walker
Max Walker, né le 30 décembre 1986 à Montréal, Québec, Canada, est un acteur québécois.

## Biographie
Il est principalement connu pour son rôle de Gary « Squib » Furlong dans la série télévisée 15/A (appelée Match! au Canada).
Il a aussi joué un Américain dans le film canadien À vos marques party ....2.
Ce film a été tourné en français, mais Max y parle anglais. La date de sortie du film est le 19 juin 2009.

## Filmographie

### Cinéma
- 2004 : L'Hôtel de l'avenir : Jack
- 2007 : I'm Not There : un gosse dans la foule
- 2009 : À vos marques... Party! 2 : Nick Saxton
- 2011 : Funkytown : adolescent n°1

### Télévision
- 1999 : P.T. Barnum (téléfilm) : le vendeur de journal de Barnum
- 2001 : Chroniques de San Francisco (Further Tales of the City) (série télévisée) : Jack
- 2003 : Prise au piège (Going for Broke) (téléfilm) : l'ami de Connor
- 2004 : Delta State (série télévisée) : Phil
- 2004 - 2006 : 15/A (15/Love) (série télévisée) : Gary « Squib » Furlong
- 2010 : Mirador (série télévisée) : Luc Racine jeune